# Wert-Erwartungstheorie
Die Wert-Erwartungstheorie ist eine psychologische Handlungstheorie (Vgl. Valenz-Instrumentalitäts-Erwartungs-Theorie), die dem Rational-Choice-Ansatz zugerechnet werden kann. Die Grundidee dieser Theorie lautet:

„Versuche dich vorzugsweise an solchen Handlungen, deren Folgen nicht nur wahrscheinlich, sondern Dir gleichzeitig auch etwas wert sind! Und meide ein Handeln, das schädlich bzw. zu aufwendig für Dich ist und/oder für Dein Wohlbefinden keine Wirkung hat!“

Die Wert-Erwartungstheorie geht dabei von sechs Annahmen aus:
- Jedes Handeln ist eine Wahl zwischen Alternativen.
- Jedes Handeln hat Folgen.
- Die Folgen werden vom Akteur bewertet.
- Die Folgen treten mit unterschiedlicher Wahrscheinlichkeit auf (beim Akteur: Erwartungen).
- Handlungsalternativen werden einer Evaluation (bzw. Gewichtung) unterzogen („WE-Gewicht“).
- Es wird stets die Handlungsalternative ausgewählt, deren „WE-Gewicht“ maximal ist.

## Geschichte
Die Grundlagen wurden vom Philosophen Jeremy Bentham und dem Statistiker Daniel Bernoulli im 18. Jahrhundert gelegt. Während Bentham das Nutzenkonzept in das ökonomische Denken einführte, stammt von Bernoulli die Vermutung, dass diejenige Alternative gewählt wird, deren Erwartungswert am höchsten ist.